# Bettwiller
Bettwiller település Franciaországban, Bas-Rhin megyében. Lakosainak száma 302 fő (2022. január 1.). Bettwiller Berg, Drulingen, Durstel, Gungwiller, Rexingen és Weyer községekkel határos.

## Népesség
A település népességének változása:
| Lakosok száma | 314  | 309  | 316  | 308  | 307  | 304  | 308  | 305  | 302  |
|               | 2013 | 2015 | 2016 | 2017 | 2018 | 2019 | 2020 | 2021 | 2022 |